# Airport and Aviation Services (Sri Lanka) Ltd
Airport and Aviation Services (Sri Lanka) Ltd, AASL, är ett bolag som sköter Bandaranaike International Airport i Katunayake utanför Sri Lankas huvudstad Colombo.